# Pseudodiplospora
Pseudodiplospora là một chi thực vật có hoa trong họ Thiến thảo (Rubiaceae).

## Loài
Chi Pseudodiplospora gồm các loài: